# Timbaúba
Timbaúba est une municipalité brésilienne située dans l'État du Pernambouc.